# UEFI Forum
UEFI Forum (Unified Extensible Firmware Interface Forum) este o organizație non-profit formată din mai multe companii de tehnologie de vârf al cărui scop este de a moderniza procesul de boot din sistemul de operare. Această organizație este responsabilă pentru dezvoltarea și promovarea specificațiilor UEFI (Unified Extensible Firmware Interface) cu intenția de a înlocui vechiul BIOS.
UEFI Forum este administrat prin intermediul unei coaliții de 250 de companii de tehnologie de vârf care include producători de PC-uri, servere,  procesoare, circuite integrate, furnizori de BIOS și firmware, furnizori de hardware, software și sisteme de operare, distribuitori open-source, dar și prin implicarea comunității de dezvoltatori individuali.
Consiliul de administrație include reprezentanți ai companiilor fondatoare: AMD, American Megatrends, Apple, ARM, Dell, HP, Hewlett Packard Enterprise, IBM, Insyde Software, Intel, Lenovo, Microsoft și Phoenix Technologies.

## Grupuri de lucru
- ACPI Specification (ASWG)
- Industry Communications (ICWG)
- Platform Initialization (PIWGU)
- UEFI Specification (USWG)
- UEFI Test (UTWG)

## Specificații
- Specificația EFI 1.02 a fost lansată de Intel la data de 12 decembrie 2000 (versiunea 1.01 a avut probleme juridice asociate mărcii și a fost retrasă)
- Specificație EFI 1.10 a fost lansată la 1 decembrie 2002. Aceasta a inclus modelul de driver EFI, precum și câteva îmbunătățiri minore față de versiunea 1.02
- În 2005 EFI a fost redenumit în UEFI, majoritatea documentelor utilizând ambii termeni
- Forumul UEFI a lansat caietul de sarcini UEFI 2.1 la data de 7 ianuarie 2007. Acesta a adăugat și îmbunătățit criptografia, autentificarea în rețea și arhitectura interfeței cu utilizatorul.
- versiunea 2.3.1 a fost adoptată în aprilie 2011
- versiunea 2.4 a fost adoptată în iulie 2013
- Versiunea 2.5 a fost adoptată în aprilie 2015
- Versiunea 2.6 a fost adoptată în ianuarie 2016
- versiunea 2.6A a fost adoptată septembrei 2017.[3]

Specificațiile până la versiunea 2.2 au fost abandonate.